# Дарио Шимич
Дарио Шимич (на хърватски: Dario Šimić, [ˈdaːriɔ ˈʃiːmitɕ]) е бивш хърватски футболист, роден на 12 ноември 1975 г. Играл е в миланските отбори Интер (1999–2002) и Милан (2002–2003), както и за френския Монако. Има 100 мача за хърватския национален отбор.